# Summit County (Utah)
Summit County je okres ve státě Utah v USA. K roku 2010 zde žilo 36 324 obyvatel. Správním městem okresu je Coalville. Celková rozloha okresu činí 4 874 km².